# Orphilus
Orphilus là một chi bọ cánh cứng bản địa của miền Cổ bắc (bao gồm châu Âu) và Near East.